# اسپیروود، استرالیای غربی
اسپیروود (به انگلیسی: Spearwood) یک حومه شهر در استرالیا است که در استرالیای غربی واقع شده‌است.